# Kuching
Kuching (ejtsd: Kucsing) város Malajziában, Borneó szigetén, Sarawak állam fővárosa. Folyóparti kikötőváros a Dél-kínai-tenger partjának közelében.
A lakosság mintegy 80%-át malájok és kínaiak alkotják, 20%-át kisebb etnikumok. Népessége 325 000 fő volt 2010-ben.
Itt volt a fehér rádzsák, Sarawak legnagyobb uralkodócsaládjának a székhelye. Ők három generáción át uralkodtak. A harmadik, az utolsó közülük, Sir Charles Vyner Brooke 1946-ban Nagy-Britannia javára lemondott minden jogáról. 1963-ban Sarawak állam csatlakozott az akkor megalakult független Malajziához.

## Éghajlat
Éghajlata egyenlítői, trópusi esőerdő éghajlat; egész évben meleg, időnként nagyon párás és jelentős csapadékmennyiséget kap. Az évi hőingadozás 2-3 fok, a napi hőingadozás a nappalok és éjszakák között 6-8 fok. Az évi átlagos csapadékmennyiség kb. 4160 mm körüli.
| Hónap                                                                                                   | Jan. | Feb. | Már. | Ápr. | Máj. | Jún. | Júl. | Aug. | Szep. | Okt. | Nov. | Dec. | Év   |
| --- | ---- | ---- | ---- | ---- | ---- | ---- | ---- | ---- | ----- | ---- | ---- | ---- | ---- |
| Átlagos max. hőmérséklet (°C)                                                                           | 29,7 | 30,2 | 31,2 | 32,2 | 32,6 | 32,6 | 32,3 | 32,5 | 31,9  | 31,8 | 31,5 | 30,6 | 31,6 |
| Átlagos min. hőmérséklet (°C)                                                                           | 23,1 | 23,2 | 23,3 | 23,5 | 23,7 | 23,4 | 23,1 | 23,1 | 23,1  | 23,1 | 23,1 | 23,0 | 23,2 |
| Átl. csapadékmennyiség (mm)                                                                             | 701  | 457  | 351  | 277  | 246  | 224  | 206  | 243  | 260   | 339  | 361  | 500  | 4165 |
| Havi napsütéses órák száma                                                                              | 126  | 137  | 149  | 154  | 156  | 159  | 165  | 163  | 158   | 152  | 149  | 136  | 1804 |
| Forrás: Ogimet, NOAA Meteo Climat (record highs and lows), Deutscher Wetterdienst (humidity, 1975–1985) |      |      |      |      |      |      |      |      |       |      |      |      |      |

## Látnivalók

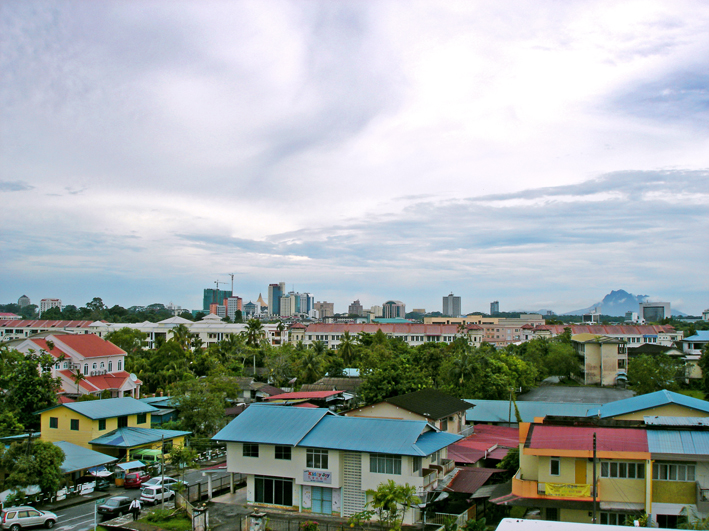
Városkép

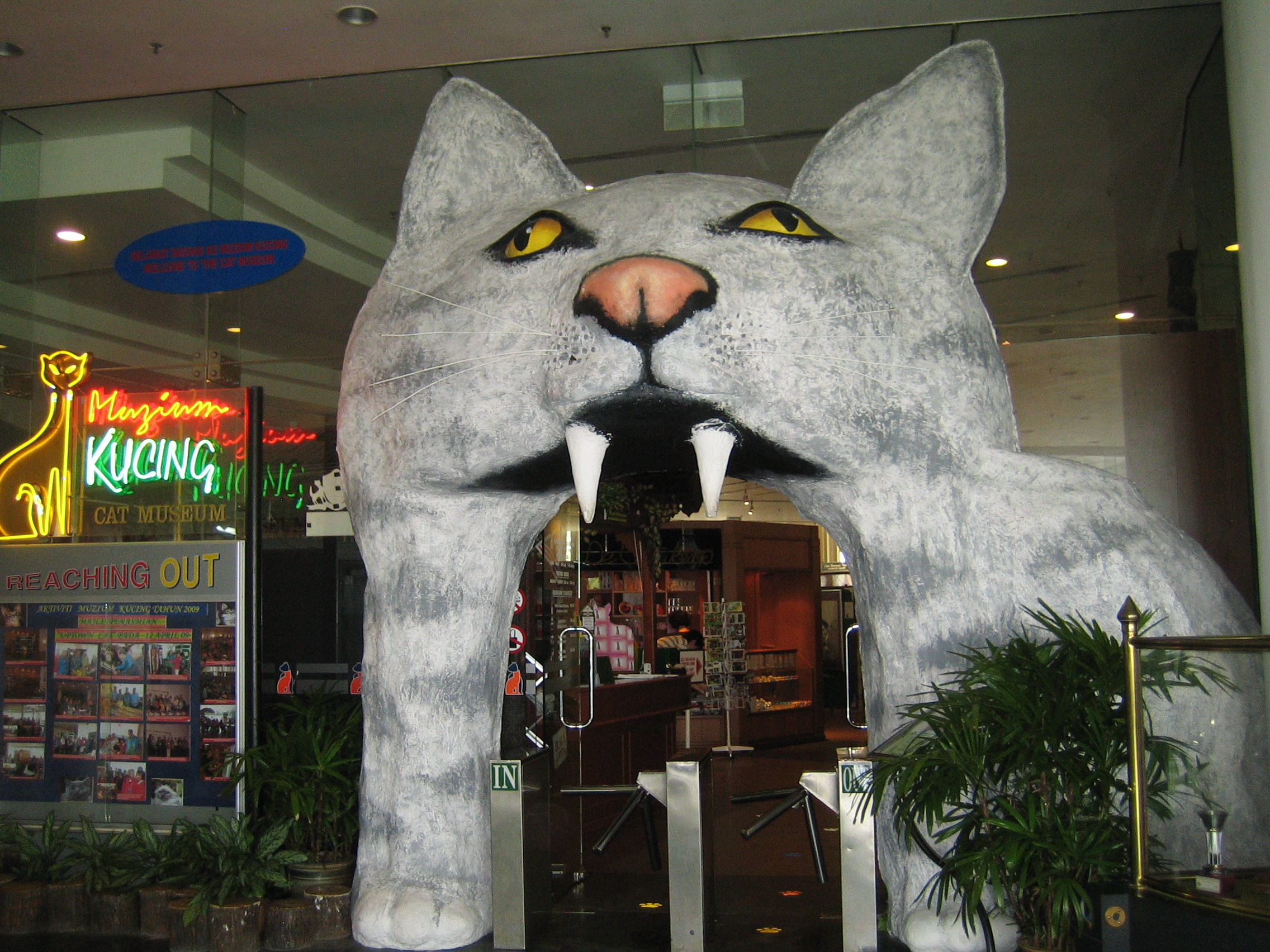
A Macska Múzeum bejárata

### A városban
- Sarawak-Múzeum,
- Macska Múzeum,
- Margherita-erőd,
- a Kuching vízpart,
- a Kínai Múzeum,
- a buddhista Tua Pek Kong-templom,
- a sarawaki parlament épülete.

Hétvégenként egy hatalmas piac is megnyit.

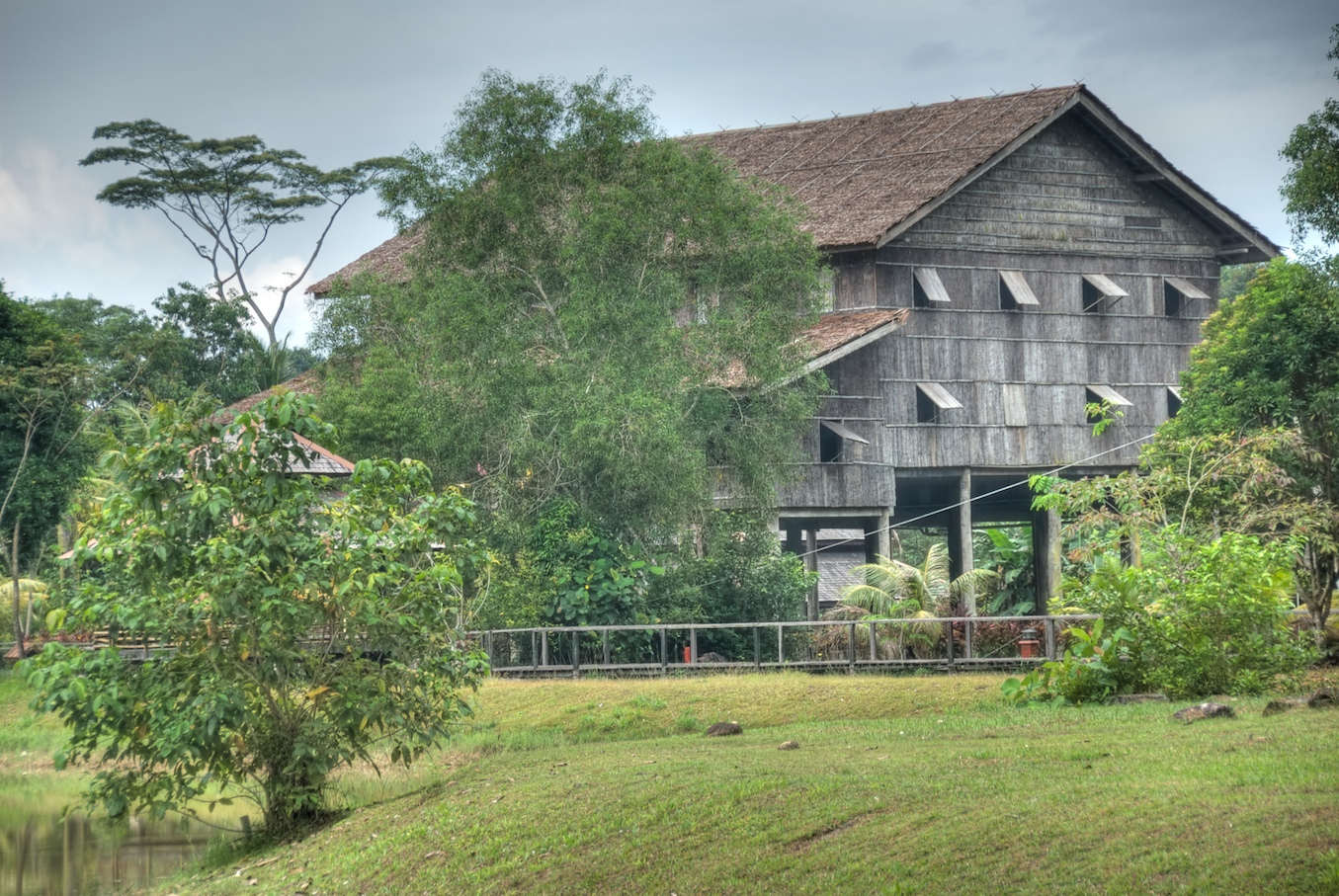
Sarawak Cultural Village egy épülete

### A környéken
A város környékén szintén sok a látnivaló; a kulturálisak: 
- Iban "hosszú-házai",
- a múzeumfalu Sarawak Cultural Village.

Természeti látnivalók:
- a Bako Nemzeti Park,
- a Kubah Nemzeti Park, azon belül a Matang Wildlife Center,
- Jong Krokodil Farm,
- Orangutan Wildlife Sanctuary,
- a Gunung Gading Nemzeti Park a Rafflesia-val, a világ legnagyobb virágával,
- a Mount Santubong (hegy, 810 m), ahonnan kilátás nyílik a környező mangroveerdőkre és a Damai Beachre.

## Fordítás
- Ez a szócikk részben vagy egészben  a   Kuching című német Wikipédia-szócikk fordításán alapul.  Az eredeti cikk szerkesztőit annak laptörténete sorolja fel. Ez a jelzés csupán a megfogalmazás eredetét és a szerzői jogokat jelzi, nem szolgál a cikkben szereplő információk forrásmegjelöléseként.